# Pame
Pame, indijanski narod iz Meksika naseljen u državama San Luis Potosí, Querétaro i Hidalgo. Sastoje se od dvije glavne skupine Sjeverni i Južni. Središte njihove zemlje je Sierra Gorda u San Luis Potosíju.

## Etnografija

### Gospodarstvo
Temelj njihovog gospodarstva čini agrikultura, gajenje kukuruza, graha i tikava. Riba se lovi po rijekama i lagunama. Dodatni prihod dolazi i od uzgoja kave, kikirikija i šećerne trske. Mnogi su ipak prisiljeni otići u emigraciju da zarade novac. U domaćoj radinosti Pame se bave izradom petate-hasura i i užadi od vlakana magveja, poznatih kao ixtle.
Poslovi u domaćinstvu podijeljeni su na muške i ženske. Muški poslovi su radovi na zemlji, trgovina, obavljanje vjerskih dužnosti. Žensko područje općenito se sastoji od kućanskih poslova, podizanja djece, kuhanja, izrade odjeće, i skrbi o kokošima i svinjama.

### Brak
Brakovi se zasnivaju još u desetim godinama starosti, između 12 i 13 za djevojke, i 15 i 17 za dječake. Kad mladić odabere djevojku, on to kaže svome ocu, i onda on ode odabraničinom ocu kako bi pitao za ruku mlade. Tijekom sljedećih nekoliko dana otac će otići njezinoj obitelji i donijeti dar. Ako se dar prihvati njih dvoje su u braku.
Sama ceremonija vjenčanja sastoji se od dva obreda, građanske svečanosti kojom se brak legalizira, i vjerske svečanosti legitimne u očima crkve. par će isprva živjeti kod roditelja, a čim to financijska sizuacija omogući, odvojit će se i zasnovati neovisno kućanstvo, nuklearnu patrilokalnu obitelj koja je temelj njihovog društva.
Unutar obitelji, muž donosi odluke o obiteljskim poslovima, međutim, ako baka ili djed žive u kućanstvu, on ili ona često će steći status jefe (glava obitelji).

### Sociopolitička organizacija
Civilna vlast sela gotobo redovito pripada mesticima, dok se vjerske organizacije u većoj mjeri popunjavaju iz indijanskih redova. Najvažniji je među njima majordomo. Majordomo ima visok status i prestiž kod Pamea. Njegova je dužnost održavanje i čišćenje kapelice, nabava novca za slvalja tijekom kojih se slave sveci. Majordomo na ovoj dužnosti ostaje godinu dana.

## Religija
Pame religija mješavina je starih domorodačkih vjerovanja i katoličanstva. U njihovom jeziku postoje isti nazivi za katoličjog boga i sunce, te za mjesec i Djevicu Mariju.
Očuvali su vjerovanje u muertos (duhove mrtvih) i vještice (brujas), kao i brojne duhove nahuales, koji poprimaju izgled životinja. Nahuales mogu uzrokovati mnoge bolesti i zla. Borbu s duhovima vode curanderosi ili cureri koje zbog toga jako poštuju unutar zajednice.
Uz opće ceremonije rođenja, krštenja, i pogrebe, Pame imaju mnogo drugih obreda, uključujući godišnje fešte svetaca-zaštitnika i rituale obožavanja predaka na oltarima u svojim domovima.
Nakon smrti, pokojnika odjenu u finu odjeću. Obitelj se okuplja, svi jedu i piju, a sljedećeg jutra leš pokopaju s predmetima koji bi mu mogli biti potrebni u zagrobnom životu, kao što su alati, hrana, voda i novac.